# Jamie White
Pour les articles homonymes, voir White.
 (mai 2017).
Jamie White est une actrice américaine ainsi qu'une animatrice de radio, connue pour avoir animé la matinale de KYSR (en) pendant 9 ans. 
Elle est mère depuis 2005, d'un petit garçon prénommé Kayden. 
Il ne faut pas la confondre avec Jamie A. White, un ancien mannequin américain, qui était l'épouse de l'acteur Tom Welling.

## Filmographie
- 2001 : Rock Star
- 2006 : Rock Star: Supernova